# Jackie Kiddle
Jackie Kiddle (* 16. Juli 1994 in New Plymouth) ist eine neuseeländische Leichtgewichts-Ruderin. Sie gewann 2019 den Weltmeistertitel im Leichtgewichts-Doppelzweier.
Jackie Kiddle belegte 2014 den vierten Platz im Leichtgewichts-Einer bei den U23-Weltmeisterschaften. 2015 trat sie zusammen mit Zoe McBride bei den U23-Weltmeisterschaften im Leichtgewichts-Doppelzweier an und gewann den Titel, 2016 belegte sie zusammen mit Lucy Jonas den zweiten Platz bei den U23-Weltmeisterschaften.
2017 gewann Kiddle den Leichtgewichts-Einer beim Weltcup in Posen, bei der Weltcup-Regatta in Luzern siegte sie zusammen mit Zoe McBride im Leichtgewichts-Doppelzweier. Im September 2017 bei den Weltmeisterschaften in Sarasota gewannen die Rumäninnen Ionela-Livia Lehaci und Gianina-Elena Beleagă, Kiddle und McBride erhielten die Silbermedaille. Im Jahr darauf belegten McBride und Kiddle den sechsten Platz bei den Weltmeisterschaften 2018. 2019 gewannen die beiden Neuseeländerinnen die Weltcup-Regatten in Posen und in Rotterdam. Bei den Weltmeisterschaften 2019 in Linz siegten die beiden vor den Niederländerinnen Marieke Keijser und Ilse Paulis. 
Nachdem wegen der COVID-19-Pandemie 2020 und 2021 keine Weltmeisterschaften ausgetragen worden waren, gewann Jackie Kiddle 2022 in Račice u Štětí die Bronzemedaille im Leichtgewichts-Einer. 2023 trat sie mit Shannon Cox im Leichtgewichts-Doppelzweier an und belegte den fünften Platz bei den Weltmeisterschaften in Belgrad. Im Jahr darauf wurden Cox und Kiddle Vierte bei den Olympischen Spielen in Paris.
Jackie Kiddle hat ihr Bachelor-Studium der Tierbiologie an der University of Waikato abgeschlossen. Sie gehört dem Star Boating Club an.